# Parapenaeopsis incisa
Parapenaeopsis incisa är en kräftdjursart som beskrevs av Liu och Wang 1987. Parapenaeopsis incisa ingår i släktet Parapenaeopsis och familjen Penaeidae. Inga underarter finns listade i Catalogue of Life.